# 1941年中埔地震

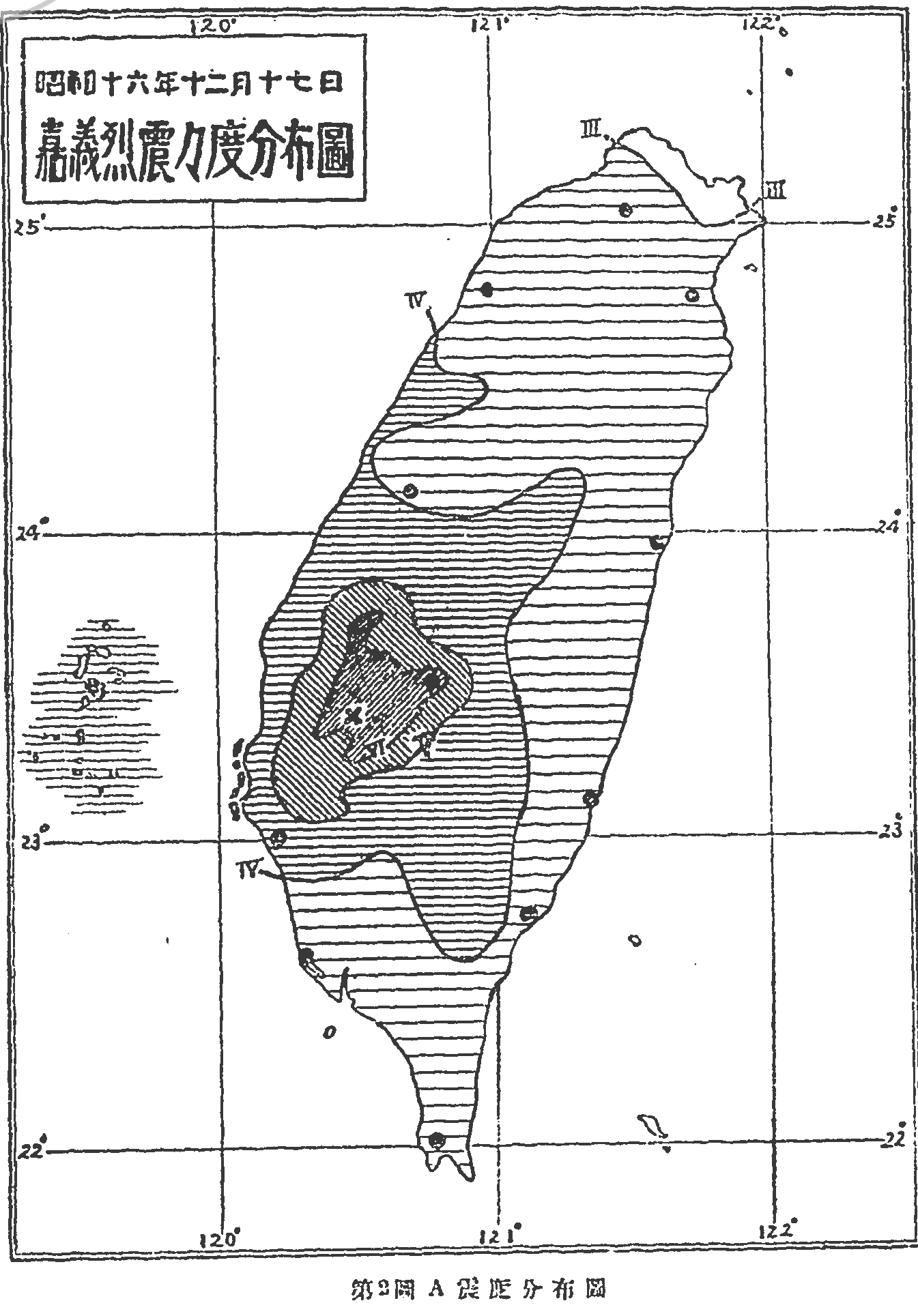
1941年嘉義烈震震度分布圖

1941年中埔地震（嘉義地方烈震）發生於1941年（昭和16年）12月17日上午3時19分，震央位於今天台灣嘉義縣中埔鄉龍山腳附近，該地震又名「嘉義地震」，芮氏規模7.1，造成台南州（約今雲林、嘉義、台南縣）360人死亡，729人受傷，住家全倒塌4,481戶，半倒則有6,787戶。主震發生後，引發草嶺地區山崩，土石堵塞清水溪形成堰塞湖。

## 災情
此次地震之災害發生於臺南州，主要集中在嘉義市、嘉義郡竹崎、小梅、水上、番路，及斗六郡古坑的草嶺，以及新營郡的白河、番社等地。
- 嘉義市：死亡人數61名，受傷人數226名
- 新豐郡：受傷人數1名
- 新化郡：受傷人數1名

- 曾文郡：死亡人數2名，受傷人數13名
- 北門郡：受傷人數2名
- 新營郡：死亡人數64名，受傷人數125名
- 嘉義郡：死亡人數182名，受傷人數170名
- 斗六郡：死亡人數48名，受傷人數178名
- 虎尾郡：受傷人數1名
- 北港郡：受傷人數3名
- 東石郡：死亡人數3名，受傷人數9名

## 餘震
有感餘震於主震發生後一周內次數較多，隨著時間遞減，一個月後餘震停止，主震發生後至翌年二月底止，觀測到的餘震次數達1,259次，其中有感餘震227次，震央主要分布在民雄－水上東側與民雄－白河附近。